# Ektar

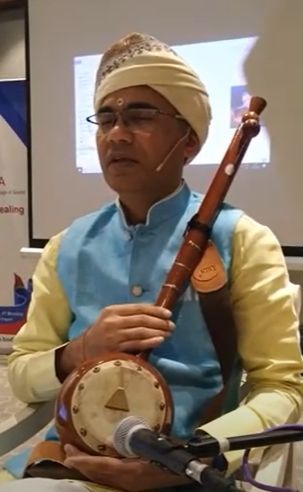
Ektara

Een Ekatar (Eka = 1 en tara = snaar) is een eensnarig Indiaas tokkelinstrument, ook wel ektara of ektar genoemd . De snaar is bevestigd aan een stok of lat.
Andere Indiase snaarinstrumenten zijn de dotar (2-snaren), sitar (6, 7 snaren), santar of santur (letterlijk 100 snaren). Dit instrument wordt gebruikt als steuntoon tijdens het zingen.